# Achille Loria
Achille Loria (Mantova, 2 marzo 1857 – Luserna San Giovanni, 6 novembre 1943) è stato un economista italiano.

## Biografia
Possidente ebreo, fratello di Gino Loria, si laureò in giurisprudenza nel 1877, intraprendendo la carriera universitaria.

### Carriera accademica
Insegnò al liceo di Mantova e nelle università di Bologna, Pavia, Roma, Berlino, e Londra.
Divenuto professore di economia politica all'Università di Siena nel 1881, nel 1885 divenne professore ordinario di economia politica, quindi socio corrispondente dell'Accademia dei Lincei (1887), nonché membro di una trentina di accademie e società di studio tra le più prestigiose del mondo.
Passò nel 1891 all'Università di Padova per insegnare in quella di Torino dal 1903 al 1932.
Diresse la rivista Echi e Commenti dal 1920 al 1928.
Appoggiò attivamente, nonostante i dubbi tra gli altri di Luigi Einaudi, l'inserimento nell'ateneo torinese di Robert Michels, sociologo tedesco e socialista militante, allievo di Weber e di Sombart.

### Attività pubblica
Divenne senatore del Regno nel 1919 e professore emerito nel 1932.

## Pensiero economico
Durante la sua attività accademica si dedicò in particolar modo alla diffusione della cultura economica tra le masse. Fu vicino al socialismo ma non vi si impegnò mai; i suoi studi sul problema economico si intrecciavano con la preoccupazione di risolvere il problema sociale. Nella sua interpretazione idealistica del socialismo, molto distante dal socialismo scientifico teorizzato da Karl Marx, propugnò un piano di riforme volte a risolvere la questione agraria rendendo i contadini proprietari della terra, eliminando così le categorie di rendita fondiaria e interesse. Criticò il materialismo storico dandone una lettura deterministica e meccanicistica che influenzò numerosi giovani socialisti marxisti (ad esempio Enrico Leone e Arturo Labriola).
Di fronte alle nuove teorie sull'equilibrio economico, rimase isolato, ma continuò i propri studi economici autonomamente.
Loria fu duramente criticato da Friedrich Engels nella sua prefazione al terzo libro del Capitale. Engels lo accusò di aver plagiato e falsificato, nel suo libro Le basi economiche della costituzione sociale, la teoria marxista del valore e la sua concezione materialistica della storia.
Antonio Gramsci criticò il credito di cui Loria godeva nel movimento socialista a cavallo dei secoli, ironizzando su alcune sue bizzarre teorizzazioni (l'idea che l'invenzione dell'aeroplano avrebbe potuto risolvere il problema della fame nel mondo facilitando la caccia agli uccelli, le grossolane ipotesi sui rapporti tra l'italiano e il latino, e in generale il nullo rigore scientifico delle sue pubblicazioni) e definendolo "un cervello incapace di pensare". Nei suoi Quaderni Gramsci creò la categoria del "lorianismo", nella quale comprese quegli intellettuali italiani caratterizzati da «disorganicità, assenza di spirito critico sistematico, trascuratezza nello svolgimento dell‘attività scientifica [...] indulgenza etica nel campo dell‘attività scientifico-culturale», e in definitiva incapaci di contribuire alla formazione di una cultura nazionale.

## Opere
- La rendita fondiaria e la sua elisione naturale, Milano, 1880.
- Le basi economiche della costituzione sociale, Torino, 1886 (tradotto in francese nel 1893, in tedesco nel 1895, e in inglese nel 1899).
- Analisi della proprietà capitalista, 2 voll., Torino, 1889.
- Studi sulla valore della moneta, 1891.
- L'opera postuma di Carlo Marx, Roma, 1895.
- Problemi sociali contemporanei, Milano, 1896 (tradotto in francese nel 1897).
- La costituzione economica odierna, Torino, 1899.
- Gli articoli di Achille Loria in Echi e commenti: un periodico tra le due guerre mondiali, a cura di Bruno Di Porto, Pisa, 1990.
- Il capitalismo e la scienza, Torino 1901